# ريتشارد بريور

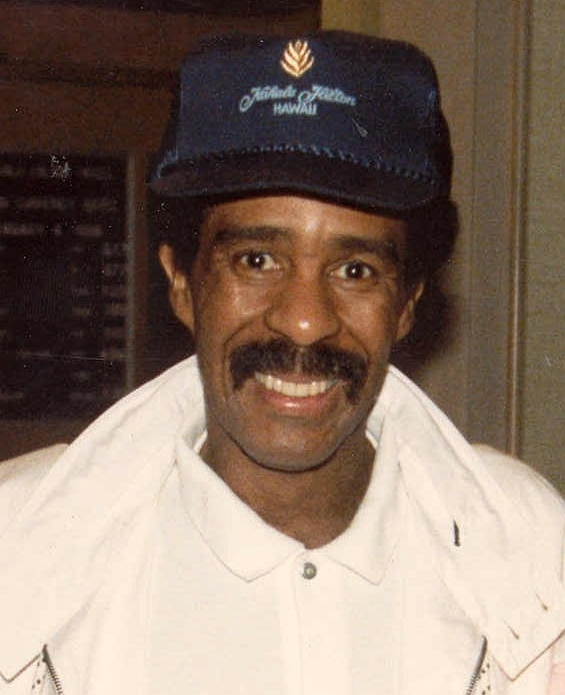
الممثل الكوميدي ريتشارد بريور

ريتشارد بريور (بالإنجليزية: Richard Pryor) (ولد في1 ديسمبر 1940 - 10 ديسمبر 2005) ممثل كوميدي معروف وأحد أوائل السود الذين أدوا أدوار فكاهية. حصل على عدة جوائز منها جائزة إيمي (1973) وخمس جوائز غرامي (1974، 1975، 1976، 1981، و 1982). في عام 1974 فاز أيضًا بجائزة أكاديمية الفكاهة الأمريكية وجائزة نقابة الكتاب الأمريكية. تم منحه أول جائزة مارك توين للفكاهة الأمريكية في عام 1998. وقد تم إدراجه في المرتبة الأولى على قائمة كوميدي سنترال لأعظم الكوميديين على الإطلاق. في عام 2017 صنفه مجلة رولينغ ستون في المرتبة الأولى على قائمتها لأفضل 50 كوميديا ستاند أب على الإطلاق.

## حياته
كان بريور واحدا من الممثلين السود الأمريكيين الأكثر شعبية من ممثلي جيله في السبعينيات والثمانينات، ثم قلص من نشاطاته لأسباب صحية بدءاً من 1986. يعد بروير الذي توفي نتيجة أزمة قلبية في كاليفورنيا، واحدا من أطرف الممثلين الهزليين السود الأمريكيين. فبروير الذي لمع نجمه إلى جانب ادي مورفي الذي يدين له بالكثير، اكتشف المسرح في طفولته.
ففي السابعة من عمرة، كان يقرع الطبل خلال حفلات مرتجلة في إحدى علب الليل في مدينته بيوريا التي انطلق منها لويس امسترونغ وكاونتبيزي.
وفي العشرين من عمره، أوقف دروسه في ثانوية بيوريا التي ولد فيها في الأول من ديسمبر 1940، وبعد تأدية الخدمة العسكرية، بدأ بريور يجوب الولايات المتحدة وكندا بصفته ممثلا هزليا.
وبعدما ذاع صيته، توالت عليه الدعوات للمشاركة في البرامج التلفزيونية لكل من اد سولفيان وجوني كرسون.
وفي عام 1976، بدأ العمل في السينما في فلم «ذي بيزي بادي» لوليام كاسل، مع آن باكستر وروبرت ريات وسيد سيزر.
وبعد خمس سنوات، أدى دور عازف البيانو في فليم «لايدي سينغر ذي بلوز» لمخرجه سيدي جي. فيوري.
وفي عام 1973، شارك بريور، ميل بروكز في كتابة فليم «الشريف في السجن» الذي استحق بسببه جائزة غليد للمؤلفين الأمريكين والأكادمية الأمريكية. وفي 1989 شارك في بطولة «لسنا نحن، لسنا نحن» لآثر ميلر مع جين وايلدر، و«ليالي هارلم» لمخرجه والممثل فيه إدي مورفي.

## قصته مع المرض
لكن مشاكل صحية أرغمته على الحد من نشاطاته في 1986، وكان أصيب بحروق 1980.
وفي 1991، أُجريت له عملية جراحية في القلب، وكان ظهوره السينمائي الأخير في فليم «لوست هاواي» لديفيد لينش 1997، حيث أدى دوره على كرسي متحرك.

## وفاته
توفي في 10 ديسمبر 2005 في كاليفورنيا كما أعلنت زوجته. وقد توفي في أحد مستشفيات إنسينو التي تبعد 30 كليو مترا عن لوس أنجلوس.

## أدواره في السينما الأمريكية
- سوبرمان 3 - غاس غورمان
- ملايين بروستر - مونتي بروستر

## روابط خارجية
- ريتشارد بريور على موقع IMDb (الإنجليزية)
- ريتشارد بريور على موقع ميتاكريتيك (الإنجليزية)
- ريتشارد بريور على موقع الموسوعة البريطانية (الإنجليزية)
- ريتشارد بريور على موقع روتن توميتوز (الإنجليزية)
- ريتشارد بريور على موقع مونزينجر (الألمانية)
- ريتشارد بريور على موقع ألو سيني (الفرنسية)
- ريتشارد بريور على موقع ميوزك برينز (الإنجليزية)
- ريتشارد بريور على موقع تيرنر كلاسيك موفيز (الإنجليزية)
- ريتشارد بريور على موقع أول موفي (الإنجليزية)
- ريتشارد بريور على موقع قاعدة بيانات الأفلام السويدية (السويدية)